# Франсуа Моріак
Франсуа́ Моріа́к (фр. François Mauriac; 11 жовтня 1885, Бордо — 1 вересня 1970, Париж) — французький письменник, член Французької академії (1933); лауреат Нобелівської премії в галузі літератури (1952); нагороджений Великим хрестом ордена Почесного легіону (1958).

## Біографія
Народився 11 жовтня 1885 року в Бордо в родині багатих землевласників та комерсантів. Родина володіла садибою Малагар з великими виноградниками. Мати Франсуа Моріака зосталася вдовою з п'ятьма дітьми, коли Франсуа не виповнилося й двох років. Франсуа з дитинства шукав розради в релігії. В Бордо, з трьома братами та сестрою, Моіак прожив до двадцяти років.
Закінчивши ліцей у 1904 році, вчиться на філологічному факультеті університету Бордо.
У 1907 році переїхав до Парижа, де вступив у Школу істориків-архівістів, та невдовзі покинув її, захопившись поезією. 1909 року опублікував першу збірку юнацьких поезій «Складені руки», 1911 року з'явилася і друга збірка «Прощавай, юносте».
Під час Першої світової війни Моріак був звільнений від призову до війська за станом здоров'я, але після тривалих клопотів він домігся, щоб його зарахували у загін Червоного хреста. Протягом війни служив санітаром у Франції та Греції, в Салоніках.
Під час Другої світової війни Моріак був учасником Руху Опору, під псевдонімом Форез опублікував збірку статей «Чорний зошит».
Помер Франсуа Моріак 1 вересня 1970 року в Парижі.

## Визнання
- 1926 — Гран-прі Французької академії за роман[5]
- 1933 — член Французької академії[5]
- 1952 — Нобелівська премія з літератури: «за глибоке духовне прозріння і художню силу, з якою він у своїх романах відобразив драму людського життя»[6]
- 1958 — Великий хрест ордена Почесного легіону[5]

## Твори

### Романи, повісті та оповідання
- 1913 -L'Enfant chargé de chaînes («Дитина в ланцюгах»)
- 1914 -La Robe prétexte («Патриціанська тога»)
- 1920 -La Chair et le Sang («Плоть і кров»)
- 1921 -Préséances
- 1922 -Le Baiser au lépreux («Поцілунок прокаженому»)
- 1923 -Le Fleuve de feu («Вогняний потік»)
- 1923 -Génitrix («Прародителька»)
- 1923 -Le Mal («Зло»)
- 1925 -Le Désert de l'amour («Пустеля любові») (Гран-прі Французької академії за роман, 1926)
- 1927 -Thérèse Desqueyroux («Тереза Дескейру»)
- 1928 -Destins («Долі»)
- 1929 -Trois Récits («Три історії») Збірка оповідань: Coups de couteau, 1926;Un homme de lettres, 1926; Le Démon de la connaissance, 1928
- 1930 -Ce qui était perdu («Те, що втрачено»)
- 1932 -Le Nœud de vipères («Гадючник»)
- 1933 -Le Mystère Frontenac («Таємниця Фронтенаків»)
- 1935 -La Fin de la nuit («Кінець ночі»)
- 1936 -Les Anges noirs («Чорні янголи»)
- 1938 -Plongées («Стрибки у воду») Збірка оповідань: Thérèse chez le docteur, 1933 («Тереза у лікаря»); Thérèse à l'hôtel, 1933 («Тереза в готелі»); Le Rang («Престиж»);Insomnie;Conte de Noël
- 1939 -Les Chemins de la mer («Дорога в нікуди»)
- 1941 -La Pharisienne («Фарисейка»)
- 1951 -Le Sagouin («Мавпуля») (повість)
- 1952 -Galigaï («Галігай»)
- 1954 -L'Agneau («Агнець»)
- 1969 -Un adolescent d'autrefois («Старосвітський хлопчина»)
- 1972 -Maltaverne («Мальтаверн») (Незавершений роман; опублікований посмертно.)

### Поезія
- 1909 -Les Mains jointes («Руки, складені для молитви»)
- 1911 -L'Adieu à l'Adolescence(«Прощання з отроцтвом»)
- 1925 -Orages(«Грози»)
- 1940 -Le Sang d'Atys («Кров Атіса»)

### П'єси
- 1938 -Asmodée(«Асмодей»)
- 1945 -Les Mal-Aimés («Нелюбий»)
- 1948 -Passage du malin(«Лукавий попутав»)
- 1951 -Le Feu sur la terre(«Вогонь на землі»)

### Українські переклади
- Франсуа Моріак. Тереза Декейру / перекл. Степана Пінчука; післям. Л. Венгерова — К. : Радянський письменник, 1967 — 254 с.
- Франсуа Моріак. Гадючник. Дорога в нікуди (романи) /  перекл. Анатоля Перепаді (у виданні перекладачем зазначений Дмитро Паламарчук); передм. Тетяни Якимович; художн. О. І. Хорунжий — Київ: Дніпро, 1980 — 320 с. (Серія Вершини світового письменства, т. 35)
- Франсуа Моріак. Гадючник. Дорога в нікуди. Тереза Дескейру / перекл. А. Перепаді, С. Пінчука — Львів: вид. Львівського ун-ту вид. об'єдн. "Вища школа", 1986 — 448 с.
- Франсуа Моріак. Поцілунок, дарований прокаженому. Старосвітський хлопчина. Агнець. Мавпуля. / перекл. Анатоля Перепаді — Київ: Основи, 1994 — 364 с. ISBN 5-7707-5609-8
- Франсуа Моріак. У що я вірю / Перекл. Галини Чернієнко – Київ: Дух і літера, 1996. – 132 с.
- Франсуа Моріак. Ісусове життя /Перекл. Галини Чернієнко — Київ: Дух і літера, 2009. — 240 с. ISBN 978-966-378-099-3
- Франсуа Моріак. Фарисейка / Перекл. Ярослава Коваля. — Київ: Видавництво Жупанського (готується до видання).